# 鄧倬堂
鄧倬堂，湖北省漢陽府沔陽州人，清朝政治人物、進士出身。
光緒二年（1876年），參加丙子恩科會試，得貢士第131名。殿試登進士2甲第95名。同年五月（6月3日），改庶吉士。光绪六年四月，散館后，著以知县即用。